# پنیر کوزه
پنیر کوزه یا در کردی به آن پنیر کوپه گفته می‌شود، نوعی پنیر است که در استان آذربایجان غربی، آذربایجان شرقی و استان کردستان درست می‌شود. پنیر کوپه در کوزه گذاشته می‌شود و در زیر زمین برای چند هفته دفن می‌گردد. از این رو پنیر کوپه خوانده می‌شود. آماده کردن این نوع پنیر به صورت سنتی نیازمند حدوداً چند ماه زمان است و معمولاً در فصل‌های پاییز و زمستان درست می‌شود.
این پنیر اکثراً در اواخر تابستان یا اوایل پاییز در زیر خاک قرار داده می‌شود.